# Franciszek Bieliński (marszałek wielki koronny)
Franciszek Bieliński herbu Junosza (ur. 1683, zm. 8 października 1766 w Warszawie) – marszałek wielki koronny w latach 1742–1766, marszałek nadworny koronny w latach 1732–1742, wojewoda chełmiński w latach 1725–1732, podskarbi ziem pruskich w latach 1714–1738, cześnik koronny w latach 1713–1725, starosta osiecki, kowalewski, brodnicki i garwoliński, zasłużony dla rozbudowy Warszawy, sędzia kapturowy na sejmie elekcyjnym 1733 roku.
Odznaczony Orderem Orła Białego.

## Działalność publiczna
Franciszek Bieliński zasłynął tym, iż umiał dbać o porządek w stolicy i surowo egzekwował swe uprawnienia sądownicze przy osobie króla Augusta II, bezwzględnie zwalczając przestępstwa i naruszanie spokoju rezydencji królewskiej. Poseł na sejm z limity 1719/1720 roku z ziemi czerskiej. Był posłem na sejm 1722 roku z ziemi czerskiej. Kierował pracami nad rozbudową i uporządkowaniem Warszawy. Był członkiem konfederacji generalnej zawiązanej 27 kwietnia 1733 roku na sejmie konwokacyjnym. W czasie elekcji w 1733 roku został sędzią generalnego sądu kapturowego. Za panowania Augusta III Sasa był członkiem frakcji dworskiej stronnictwa starorepublikańskiego. W 1735 roku podpisał uchwałę Rady Generalnej konfederacji warszawskiej. 10 lipca 1737 roku podpisał we Wschowie konkordat ze Stolicą Apostolską. Od 1742 stał na czele Komisji Brukowej. Do 1762 wybrukowano dzięki jej staraniom większość najważniejszych ulic w mieście. W 1757 założył koło Warszawy jurydykę Bielino (dawny Rynek w Bielinie to obecnie położony w centrum stolicy plac J.H. Dąbrowskiego). Warszawską pamiątką po marszałku jest ulica Marszałkowska, nazywana tak od 1770 roku na cześć Bielińskiego, od urzędu jaki piastował. Oprócz odziedziczonego założenia pałacowego w Otwocku Wielkim był on także budowniczym pałacu przy ul. Królewskiej, istniejącego do początku XX w.
5 lutego 1752 wydał w Otwocku dokument dla Ostrowa (Wielkopolskiego), który uznaje się powszechnie za powołujący pierwszą w Polsce zawodową straż pożarną.
W latach 50. XVIII wieku opowiedział się po stronie szlachty w jej sporze z hierarchią Kościoła katolickiego. M.in. dzięki niemu szlachta czerska i liwska wywalczyła sobie zniesienie zależności od sądów kościelnych w sprawach majątkowych, z czego później skorzystali także szlachcice z innych województw.
Początkowo zwolennik „Familii” Czartoryskich (czemu zawdzięcza m.in. Order Orła Białego, nadany ok. 1730 r.), później stronnictwa hetmańskiego. 7 maja 1764 roku podpisał manifest, uznający odbywający się w obecności wojsk rosyjskich sejm konwokacyjny za nielegalny.

## Rodzina
Syn Kazimierza Ludwika Bielińskiego, marszałka wielkiego koronnego i Ludwiki Marii z Morsztynów, podskarbianki koronnej.
Ożenił się z podskarbianką Dorotą z Przebendowskich, wdową po Janie Mikołaju Radziwille. Zmarł bezpotomnie.